# Alby naturreservat
Alby naturreservat är beläget i Tyresö socken i Tyresö kommun, söder om Stockholm. Reservatet bildades 1975. Syftet med reservatet är att "bevara en vacker naturmiljö och att tillvarata de möjligheter området erbjuder till friluftsliv och rekreation". Beslut om en utökning av naturreservatet vann laga kraft våren 2002. Reservatets totala yta är 287 hektar. Kommunen är till största delen markägare och tillika naturvårdsförvaltare (en mindre del ägs av Tyresö Strands markägarförening) .

## Beskrivning
Naturreservatet består av skogs- och jordbruksmarker, de senare till största delen ängs- och hagmarker. Fnyskbäcken rinner söderut genom skogspartiet ut till de öppna markerna ner mot gårdarna Uddby och Alby. Här är bäcken meandrande och landskapet är mycket vackert, mycket beroende på att de öppna ängs- och hagmarkerna betas av nötkreatur som lämpar sig bäst på denna typ av kulturmark med mycket örter. I områdets norra del finns sedan 1998 Kolardammarna, som är dagvattendammar för att rena Fnyskbäckens vatten, som rinner från centrala Bollmora till Albysjön. De östra delarna av Albysjön och hela sjön Fatburen ligger inom reservatet.

## Friluftsaktiviteter och kultur

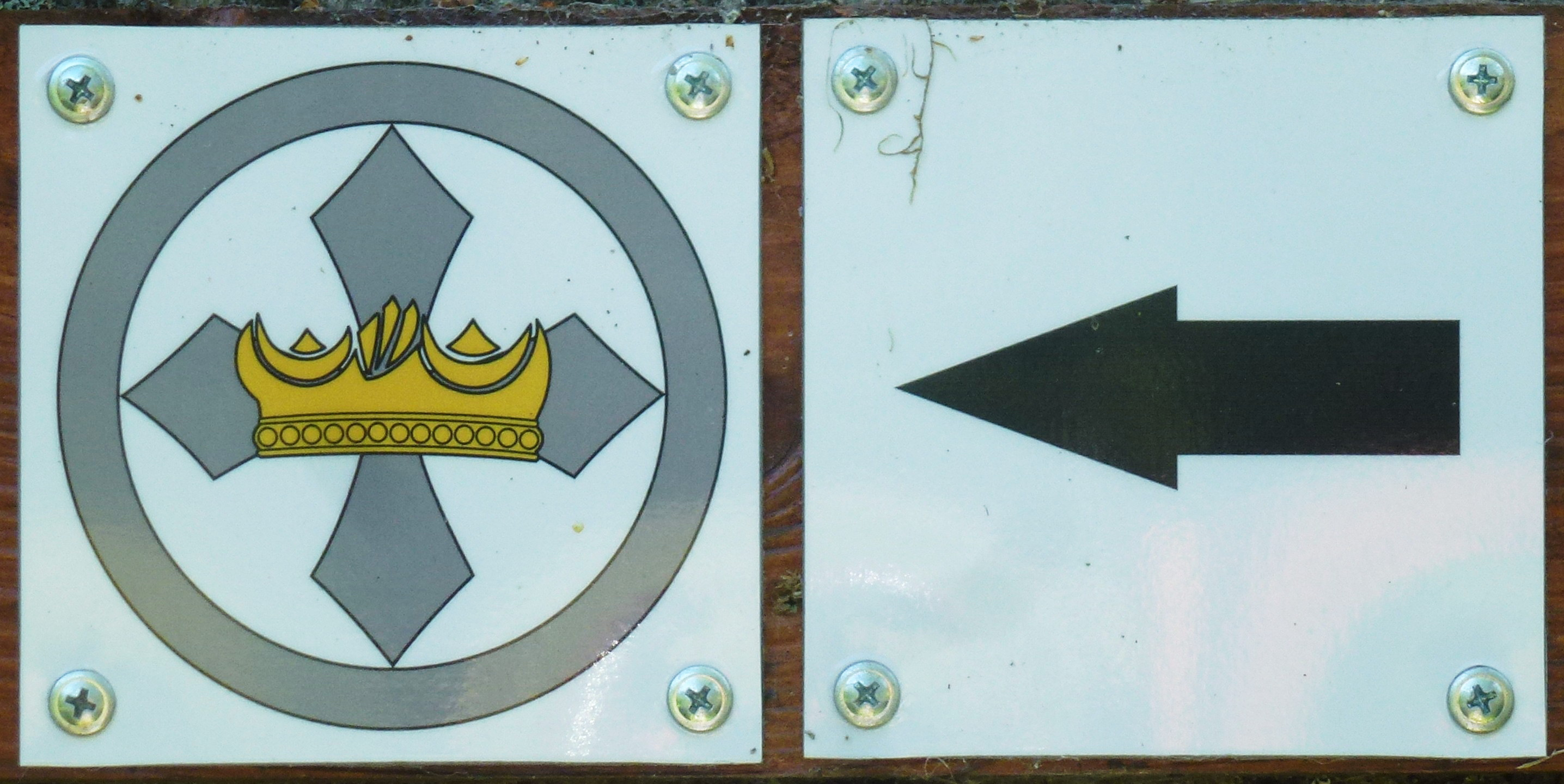
Pilgrimsledens markering.

Albyområdet ger möjlighet till ett varierat friluftsliv - Sörmlandsleden passerar genom området, men här finns också skidspår, promenadstråk, badplats samt en stor pulkabacke. På helgerna är Uddby gård öppen för besök i kaféet och hos djuren i ladugården. I Alby gård (tidigare prästgård) är ett helgöppet kafé inrymt. I norra delen av reservatet är Fårdala ridskola belägen. Sörmlandsleden löper från norr genom reservatet ut på Nyforsvägen ned mot Wättingeströmmen. I samband med att arbete med en ny översiktsplan till 2016 påbörjades, startades projektet ”Attraktiva Alby” för att få in synpunkter från medborgarna, om vad de tycker är bra/dåligt och vad som kan bli bättre.En slutrapport presenterades under 2014.
Det finns mycket av kulturhistoria i området: Ahlstorp, Uddby gård och Alby gård samt ett antal forngravar från vikingatid i reservatets södra del. Alby gård var förr Tyresö kyrkas prästgård. I reservatets östra del finns en markerad vandringsled, som inrättades av bland annat Tyresö församling. Rundan kallas "Pilgrimsvandring i kulturlandskap" och för pilgrimen till flera av de platser där målarprinsen Eugen skapade några av sina mest kända verk, bland annat "Den ljusa natten" från 1899 och "Det stilla vattnet" från 1901.

## Bilder

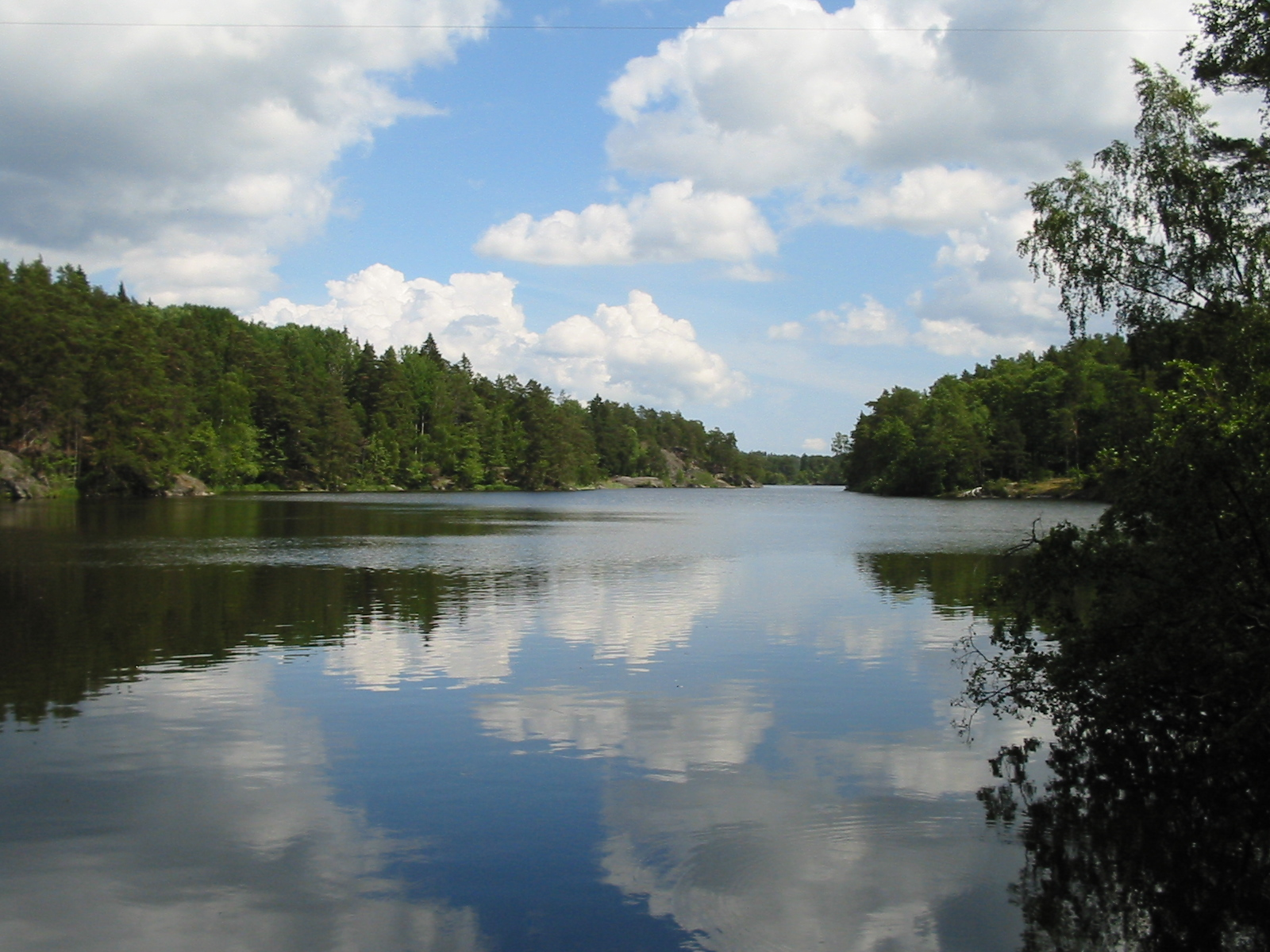
Albysjön sedd från Nyforsviken med reservatet till vänster
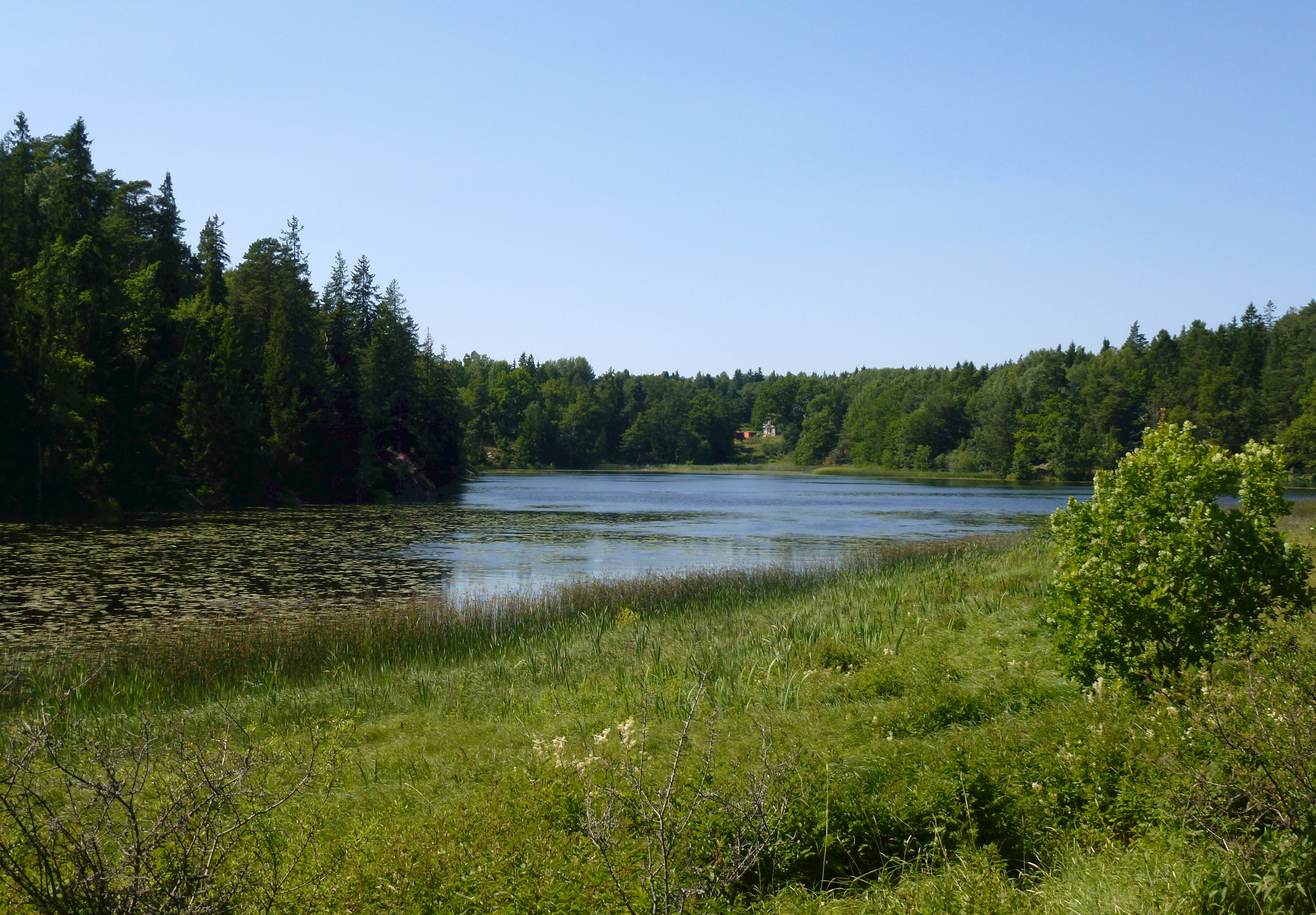
Fatburen, vy mot nordväst, motiv för Prins Eugens "Det stilla vattnet"
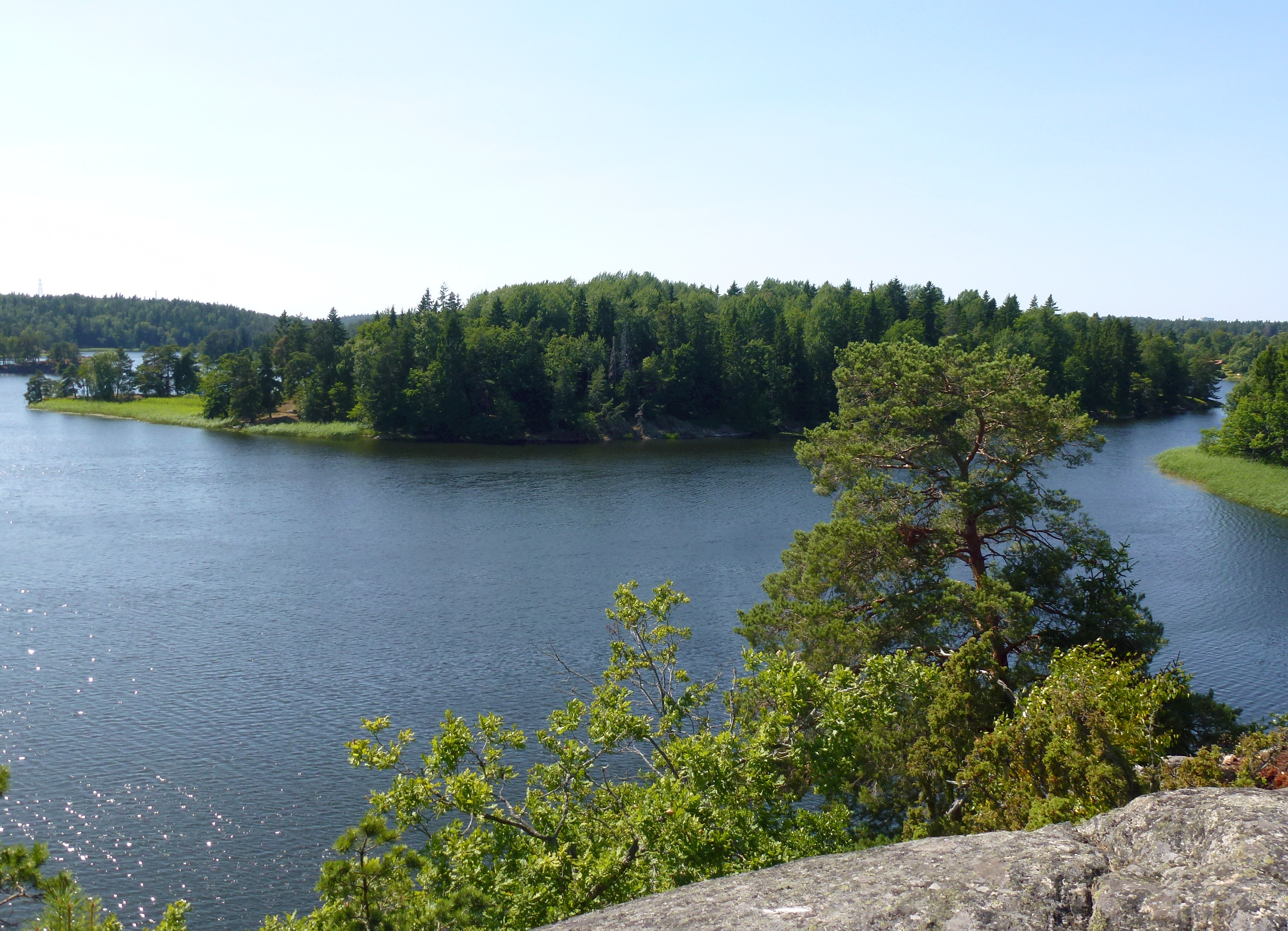
Albysjön, vy över Gimmerstaholmen, motiv för Prins Eugens målning "Den ljusa natten"
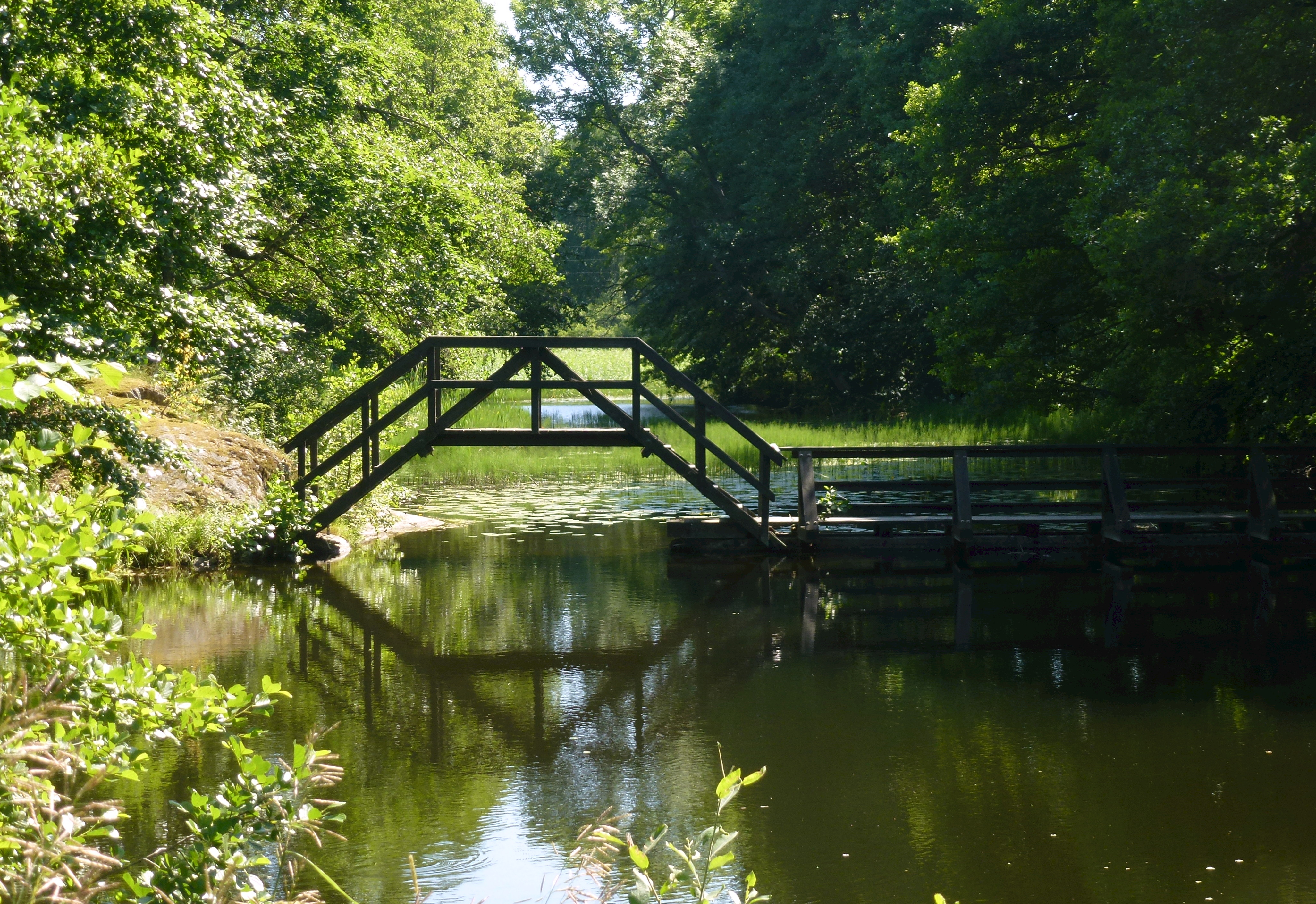
Förbindelsen mellan Fatburen och Albysjön